# 万水泉駅
万水泉駅（ばんすいせんえき）は中華人民共和国内モンゴル自治区包頭市青山区にある中国国鉄フフホト鉄路局が管轄する駅である。

## 駅構造
2面のホームを持つ地上駅であり、四等駅。

## 所属路線
- 中国国鉄
  - 京包線：北京駅起点から800km、北京西駅から824km、包頭駅終点まで8km
  - 包白線：本駅が起点、包頭駅まで京包線と共用、包頭西駅まで包蘭線と共用、バヤンオボ駅終点まで169km

## 利用状況
本駅は京包線、包白線、包石線の旅客、貨物を扱う四等駅である。

## 歴史
- 1958年 - 開業。

## 隣の駅
中国国鉄
京包線、包白線、包環線
包頭東駅 - 万水泉駅 - 包頭駅
包神線
包頭東駅 - 万水泉駅 - 万水泉東駅
座標: 北緯40度35分25秒 東経109度55分45秒 / 北緯40.590268度 東経109.929111度